# Tritonaclia tollini
Tritonaclia tollini är en fjärilsart som beskrevs av Kerfenst. 1870. Tritonaclia tollini ingår i släktet Tritonaclia och familjen björnspinnare. Inga underarter finns listade i Catalogue of Life.